# Ручьи (исторический район)
Ручьи́ — исторический район на северо-востоке Санкт-Петербурга.
Бывшая богатая немецкая колония, возникшая в начале XIX века на дороге из Петербурга в Мурино, в советские годы — крупный совхоз.
Название объясняется тем, что в районе деревни протекало несколько небольших ручьёв, которые брали начало на юго-восточных склонах Парголовских высот и несли свои воды к реке Охте. На карте Петербургской губернии 1863 года[уточнить] эти ручьи обозначены как Муринский, Лесной, Избушечный, Брагичев и Горелый.
На восточной окраине этого исторического района в 1917 году была открыта станция Ручьи Октябрьской железной дороги на участке Санкт-Петербург — Приозерск.
Территория включена в черту города в январе 1963 года.

## Топонимия
По Ручьям названы Ручьёвская дорога (29 апреля 2009 года), Ручьёвский путепровод (15 мая 2014 года) и Ручьёвская площадь (6 декабря 2021 года).